# Mosogno
Mosogno è una frazione di 51 abitanti del comune svizzero di Onsernone, nel Canton Ticino (distretto di Locarno).

## Geografia fisica

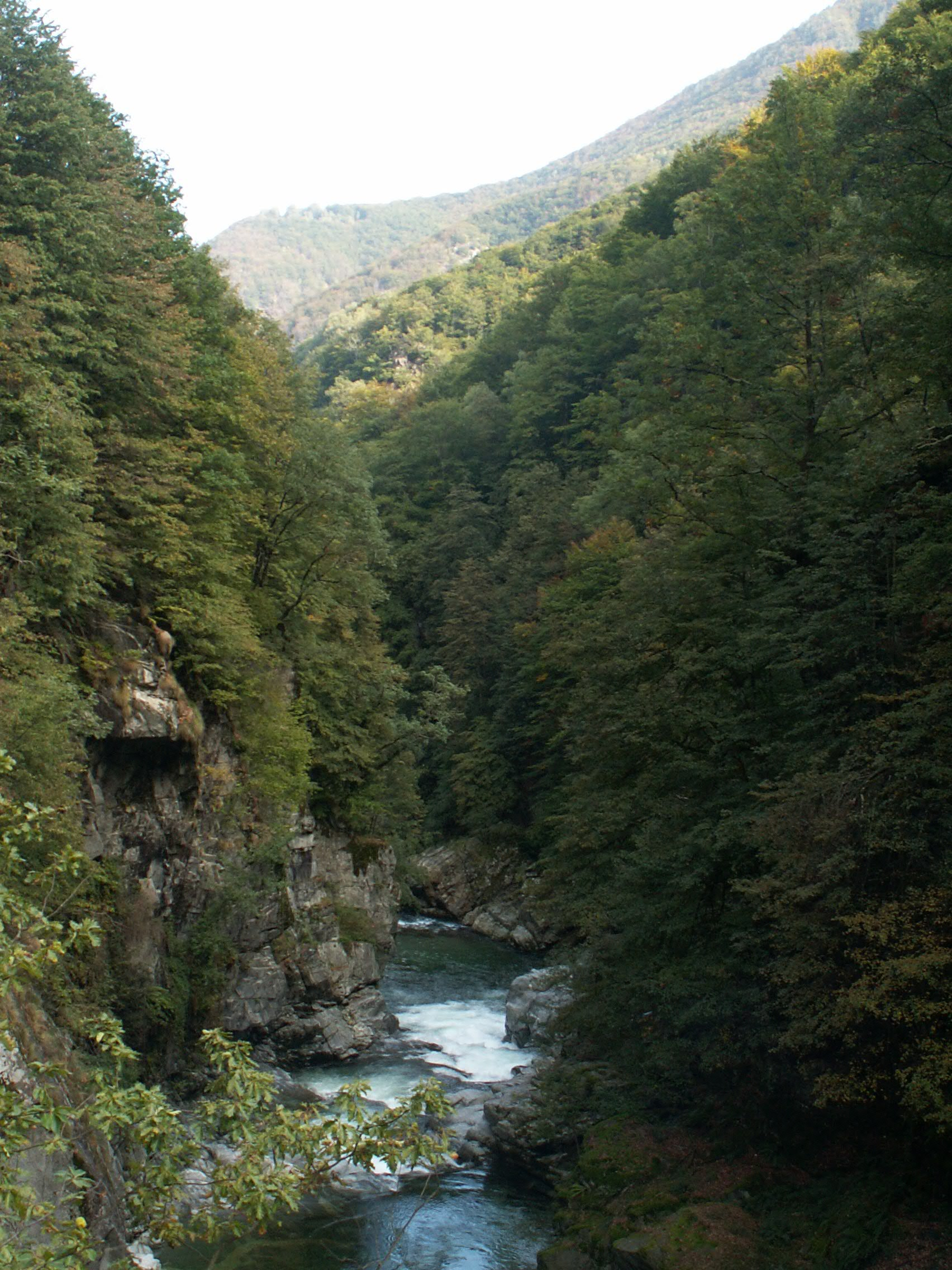
Il torrente Isorno

Il clima è mite, durante il periodo estivo la temperatura media non oltrepassa la soglia dei 28 °C. È sovente percepita una leggera brezza. Nel periodo invernale, invece, le nevicate sono medio-abbondanti, con temperature non inferiori a - 5 °C.

## Storia
La storia del comune e dei suoi abitanti è stata caratterizzata, come molti comuni di montagna ticinesi, da numerose migrazioni a causa delle necessità di lavoro e di migliori condizioni di vita. Molti mosognesi muratori, contadini, artigiani, prima della prima guerra mondiale partirono per cercar fortuna in terre lontane come la California. Ciò permetteva ai emigranti di inviare alla famiglia rimasta in valle il frutto delle loro rimesse, anche se spesso si trattava solo di pochi spiccioli, sufficienti appena per i viveri.

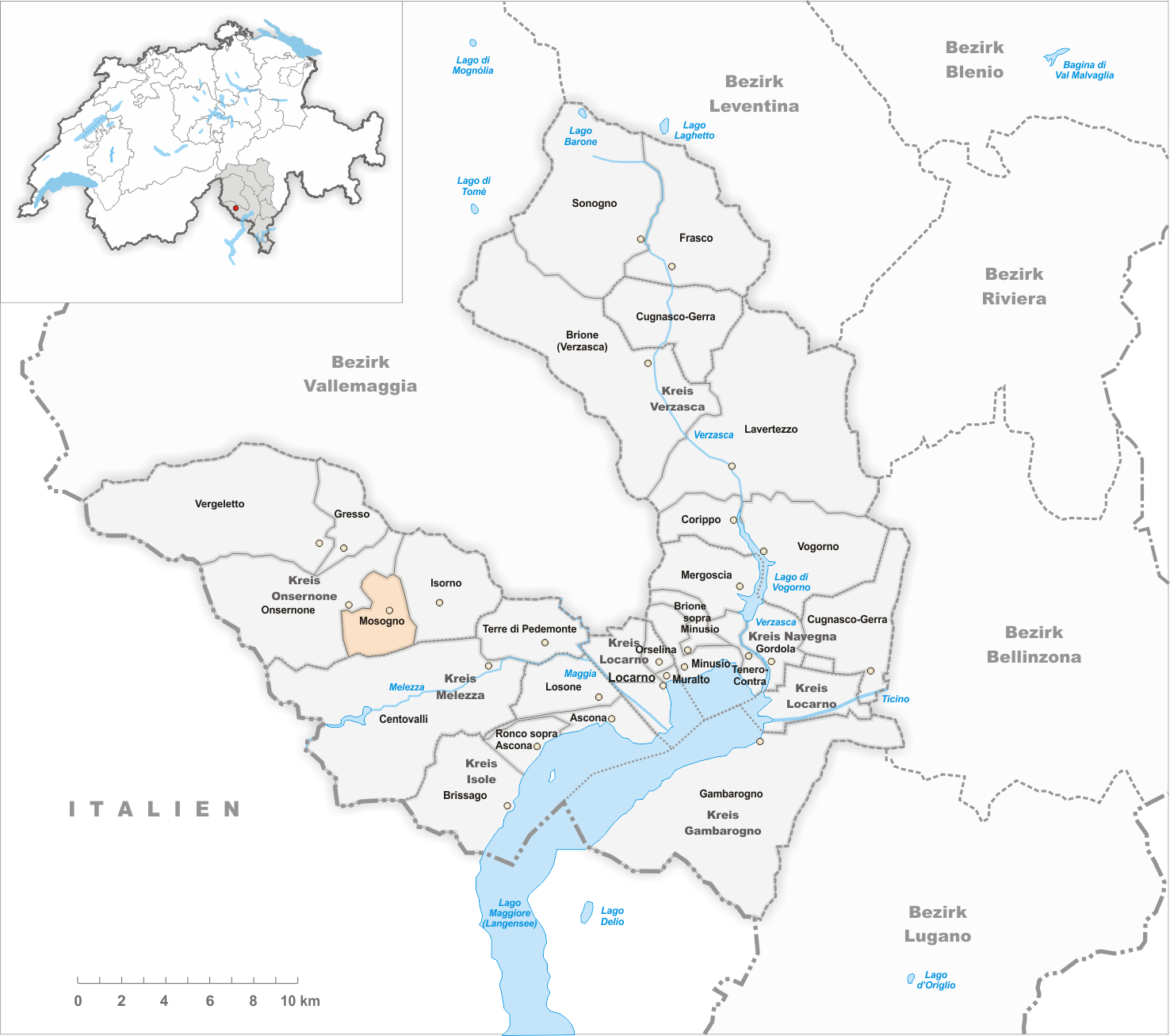
Il territorio del comune di Mosogno prima degli accorpamenti comunali del 2016

Già comune autonomo che si estendeva per 8,6 km², nel 2016 è stato accorpato al comune di Onsernone assieme agli altri comuni soppressi di Gresso, Isorno e Vergeletto. La fusione è stata decisa con votazione popolare il 23 settembre 2012, con 16 voti favorevoli e 15 contrari, ed è entrata in vigore il 10 aprile 2016 dopo la ratifica del Gran Consiglio.

## Monumenti e luoghi d'interesse

### Architetture religiose

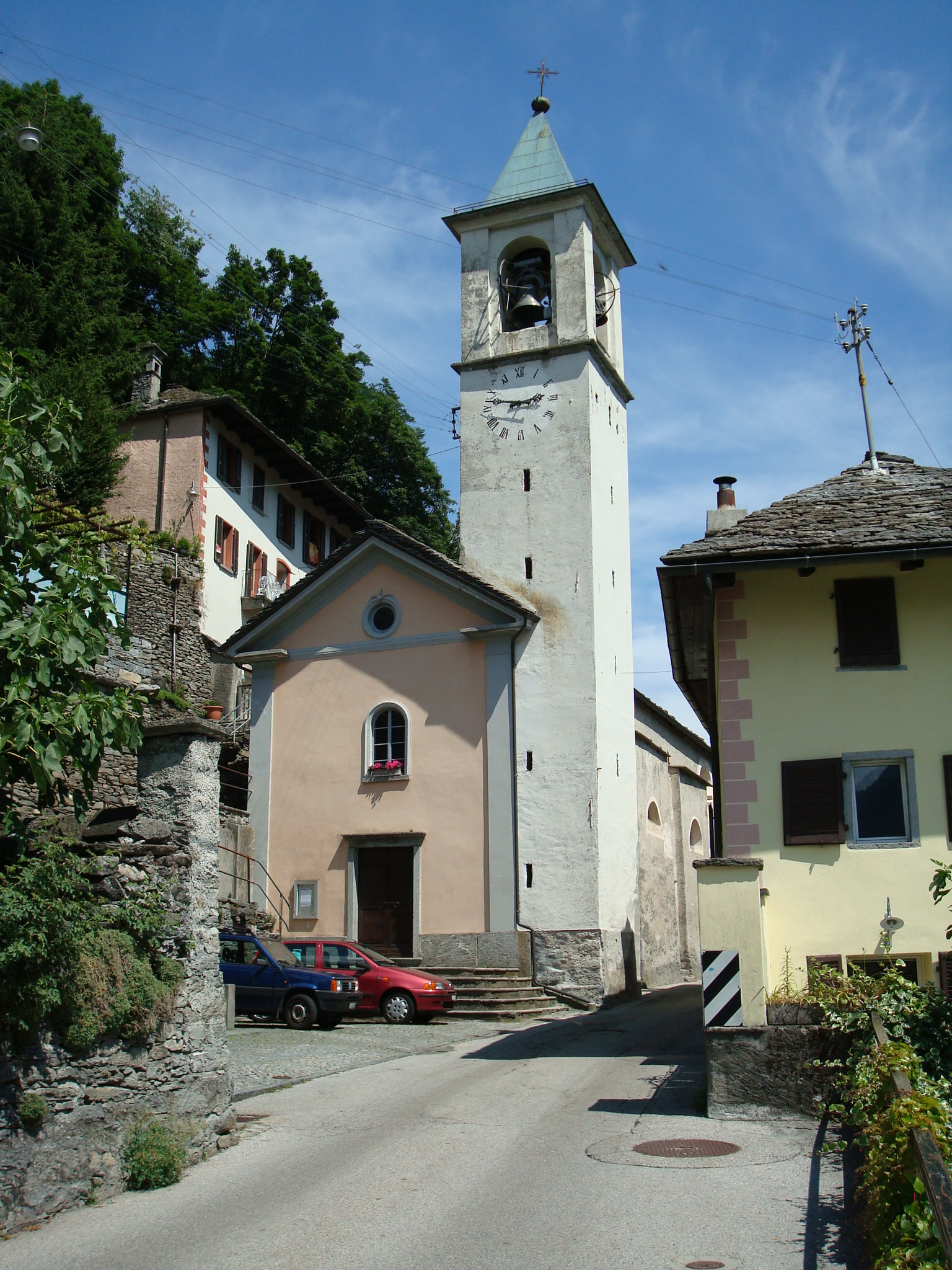
La chiesa parrocchiale di San Bernardo di Chiaravalle

Sono presenti cinque chiese cattoliche di grande antichità; ogni frazione ha la propria e per alcune si stima una data risalente circa al I millennio.
- Chiesa parrocchiale di San Bernardo di Chiaravalle, del 1596[1];
- Chiesa di Santa Maria Addolorata, del 1684[1];
- Cappella di San Giacomo in località Chiosso, della seconda metà del XVII secolo[1];
- Cappella di Santa Maria della Natività in località Bairone (o Barione[3]), del 1657[1];
- Chiesa della Madonna del Carmine in località Neveria (o Naveria[3]), del 1884[4].

### Architetture civili

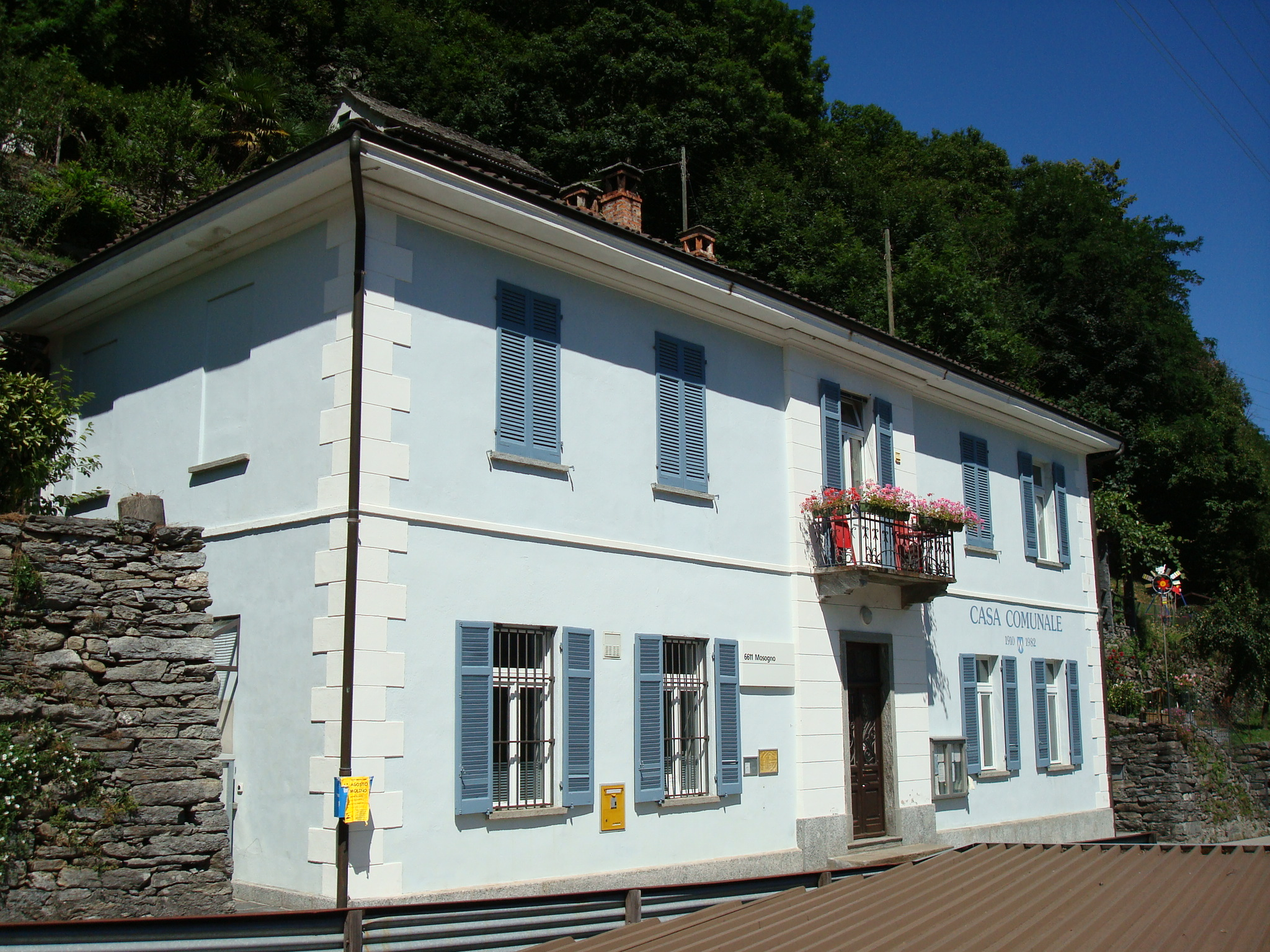
Ex posta e municipio

La parte antica del paese, nella quale sorge il complesso che ospitava il municipio e l'ufficio postale, ospita alcune residenze fatte realizzare dalla borghesia locale fra il XVII e il XIX secolo. Casa Regolati, costruita nel XVII-XVIII secolo e poi modificata, si trova a ovest della chiesa di San Bernardo di Chiaravalle; è dotata di un cortile interno con portico e logge nella parte posteriore. La casa accanto a Casa Regolati, che risale allo stesso periodo ha la facciata scandita da pilastri che sostengono logge su tre ordini.
Alcune residenze signorili si trovano anche a Mosogno Sotto; fra queste, l'edificio settecentesco con balcone in ferro battuto che si trova a ridosso dell'oratorio della Beata Vergine Addolorata. A Chiosso, invece, Casa Vanotti fu costruita da Giacomo Giuseppe Gianini nel 1832 ed è dotata di pianta rettangolare e di un doppio loggiato centrale.

## Società

### Evoluzione demografica
La popolazione residente in paese nel 1795 era di 290 abitanti per poi salire al picco di 365 nel 1870 e di seguito via via diminuendo drasticamente dai primi decenni del XX secolo (141 nel 1950). L'evoluzione demografica è riportata nella seguente tabella:
Abitanti censiti

### Lingue e dialetti
Il dialetto di Mosogno, come quello di tutto Onsernone, è molto diverso non solo per la pronuncia delle parole rispetto al dialetto lombardo che si parla nelle città come Locarno o Lugano ma anche per intere parole che differiscono completamente dagli altri dialetti o dalla lingua italiana. Spesso chi non è della valle non lo comprende completamente o per lo meno fa molta fatica. Questa grande differenza è probabilmente dovuta all'isolamento della valle durante i secoli che ha portato a un dialetto via via sempre più distante dalla sua origine.

## Religione
Il comune, come tutto il Canton Ticino, è tradizionalmente di fede cattolica.

## Cultura

### Istruzione
Oggi non vi sono scuole. Le ex scuole erano presenti nel comune fino alla fine degli anni 1960; si trovavano al piano superiore dell'attuale casa municipale e nell'ex ufficio postale. Con il passare degli anni e con la decrescita demografica riscontrata in tutta la valle, esse sono state chiuse e gli studenti devono ora recarsi presso le scuole elementari nei vicini paesi di Loco e Russo, dove è presente anche una scuola media.

### Cucina
La cucina è quella tradizionale ticinese; piatti tipici sono la polenta, lenticchie, mortadella, luganiga e spezzatino. In passato la farina della polenta veniva prodotta direttamente in valle ed è quella farina che pian piano sta riprendendo piede dal nome di farina bona. Gli insaccati sono ricavati dagli animali che possono venir cacciati nel mese di settembre quali camosci e cinghiali, i formaggi locali sono di pasta dura o molle, prodotti sia da capra che da mucca.

## Geografia antropica
Oltre al nucleo di Mosogno, l'ex territorio comunale comprendeva le frazioni di Bairone, Chiosso e Mosogno Sotto. Chiosso è l'inizio del paese, Mosogno Sotto è raggiungibile in dieci minuti di cammino grazie a una scalinata posta appena dopo il nucleo che scende quasi fin all'Isorno, Bairone era la frazione più a ovest del comune e il punto abitato più elevato.

## Economia
Una delle più grandi tradizioni di Mosogno come dell'intera valle riguardava la manifattura della paglia con cui venivano creati cappelli e sedie. Questi prodotti venivano commerciati sia in Svizzera che all'estero con la vicina Italia. A causa dello spopolamento la produzione è cessata verso la metà del XX secolo.
Il paese è frequentato durante il periodo estivo da numerosi turisti provenienti da tutta l'Europa come i Paesi Bassi, l'Inghilterra, la Germania e la Francia. In prevalenza però sono provenienti dalla Svizzera tedesca e dalla Romandia. La località offre la possibilità di numerose escursioni in montagna, su sentieri segnalati.

## Infrastrutture e trasporti
Mosogno viene servito dal servizio autopostale con la linea 324

## Amministrazione
Ogni famiglia originaria del luogo fa parte del comune patriziale di Onsernone e ha la responsabilità della manutenzione di ogni bene ricadente all'interno dei confini della frazione.